# David X. Li
David X. Li (geboren in China in de jaren zestig als Xiang Lin Li) is een kwantitatief analist en gekwalificeerd actuaris die als eerste het gebruik van de Gaussiaanse copulamodellen voor de prijsstelling van collateralized debt obligations (CDO's) introduceerde.
Li is tijdens de jaren zestig van de twintigste eeuw geboren en opgevoed in een landelijk deel van China. Hij behaalde een mastergraad in de economie aan de Universiteit van Nankai. Daarna behaalde hij een MBA aan de Laval Universiteit in Quebec en promoveerde in de statistiek aan de Universiteit van Waterloo in Ontario. Zijn financiële carrière begon in 1997 bij de Canadian Imperial Bank of Commerce. In 2004 stapte hij over naar Barclays Capital, waar hij leiding gaf aan het kwantitatieve analyse team.
Li's artikel "On Default Correlation: A Copula Function Approach" (Over default correlatie: een copulafunctiebenadering) was de eerste keer dat de Gaussiaanse copulaformule werd toegepast op CDO's. De formule werd snel een door financiële instellingen veel gebruikt instrument om risico's tussen verschillende waardepapieren te correleren. Hierdoor meenden velen, naar later bleek ten onrechte, CDO's van bijvoorbeeld sub-prime hypotheken nauwkeurig te kunnen prijzen evenals een breed scala van beleggingen die eerder te complex waren om met laag risico te prijzen.
Volgens Nassim Nicholas Taleb, "werden de mensen zeer enthousiast over de Gaussiaanse copula vanwege zijn wiskundige elegantie, maar heeft het ding nooit gewerkt. Co-associatie tussen waardetitels is niet meetbaar door gebruik te maken van correlatie," met andere woorden: "resultaten uit het verleden bieden geen garantie voor de toekomst". "Alles dat zich verlaat op correlatie is pure bluf." Li heeft zelf altijd de beperkingen van zijn model begrepen. In 2005 zei hij dat "Zeer weinig mensen begrijpen de essentie van het model." Kai Gilkes van CreditSights zegt "Li kan niets worden verweten", hoewel hij het model introduceerde, werd het verkeerd gebruikt door de bankiers.
In de nasleep van de kredietcrisis wordt het model nu gezien als gebukt gaand onder de fundamentele denkfout dat de in de prijsvorming "gemeten" correlaties stabiel zouden blijven of zich ten minste als een continu wiskundig object zouden gedragen en niet zouden "verspringen" onder kwalitatief veranderende omstandigheden (trendbreuk). Dit betreurenswaardige gebrek aan inzicht in de wisselwerking tussen statistiek en werkelijkheid, dat zich in een iets andere vorm na de oliecrisis van 1973 ook al in de macro-economische modellenbouw had voorgedaan (de naar Robert Lucas genoemde Lucas-kritiek, waarvoor deze in 1995 de Nobelprijs voor de economie zou krijgen) heeft catastrofale gevolgen gehad en heeft geleid tot een van de zwaarste financiële crisissen in het bestaan van het kapitalistisch systeem. Toen de bom in de nazomer van 2007 barstte (mede als gevolg van de weigering van de Rabobank en BNP om deze waardepapieren nog langer te kopen) werden bijna alle banken in de westerse wereld (met name in de Verenigde Staten, het Verenigd Koninkrijk, Zwitserland en in mindere mate Nederland, België, Frankrijk en Duitsland) in een klap volkomen verlamd, aangezien zij nu voor vele duizenden miljarden euro's op onverhandelbare waardepapieren zaten, waarvan zij niet wisten hoeveel deze waard waren. Dit legde de banken totaal lam met als gevolg dat in de tweede helft van 2008 ook delen van de reële economie (verkoop van duurzame consumptiegoederen en investeringsgoederen en de import en export) volledig instortten.
In 2008 aanvaardde Li een baan in Beijing, waar hij nu als hoofd van de afdeling risico-management werkt voor de China International Capital Corporation..

## Voetnoten
1. 1 2 3 4 5 6 7 8 9  Wired Magazine: 17-03 (2009), Recept voor een ramp: de formule die Wall Street om zeep hielp
2. 1 2  David X. Li (2000) On Default Correlation: A Copula Function Approach (Over default correlatie: Een copulafunctiebenadering), Journal of Fixed Income 9:43-54
3. ↑  (en)  "Slices of Risk" (Schijfjes Risico), Mark Whitehouse, The Wall Street Journal, 12 september 2005